# بخش شیخپورا
بخش شیخپورا (به انگلیسی: Sheikhpura district) یک منطقهٔ مسکونی در هند است که در Munger division واقع شده‌است. بخش شیخپورا ۶۸۹ کیلومتر مربع مساحت و ۶۳۶٬۳۴۲ نفر جمعیت دارد.